# Dirección espiritual
La dirección o acompañamiento espiritual en la Iglesia católica es la ayuda que un cristiano presta a otro a través de sus consejos, de cara a mejorar la vivencia de su Fe, aumentando sus virtudes (principalmente las sobrenaturales, pero también las humanas) así como su disponibilidad para cumplir la voluntad de Dios.
La dirección espiritual, en el sentido en que la entiende la Iglesia, supone en el dirigido tanto la libertad como la docilidad a las inspiraciones que el Espíritu Santo infunde en su alma a través de los consejos del director espiritual. Es decir: por un lado el dirigido sabe que solo recibe consejos (no órdenes), y por otro también es consciente de que con frecuencia el Espíritu Santo se valdrá del director para transmitirle inspiraciones y sugerirle propósitos de cara a avanzar en el camino de su santidad.
Entendida en un sentido amplio, dirección espiritual es la ayuda que le presta al fiel cualquier otro cristiano a la que aquel solicita consejo: el confesor, los padres (cuando aconsejan acerca de asuntos espirituales), etc. Sin embargo la Iglesia suele restringir la aplicación de esta expresión (y sobre todo la de director espiritual) a la relación que se establece con una sola persona. Es decir, una cosa sería el director espiritual y otra el confesor, los padres, etc. Además, se sobrentiende que para que haya propiamente dirección espiritual es necesario que antes el dirigido haya comunicado su intimidad (al menos en parte) al director: si los consejos se realizasen en base al comportamiento externo del dirigido no se hablaría de dirección espiritual.
La dirección espiritual se puede también definir como la práctica de estar con personas que intentan profundizar su relación con la divinidad, o aprender y crecer en su espiritualidad personal. La persona que busca orientación comparte historias de sus encuentros con lo divino, o de cómo está cultivando una vida en sintonía con lo espiritual.  El director escucha y formula preguntas para ayudar al dirigido en su proceso de reflexión y crecimiento espiritual. Los defensores de la dirección espiritual afirman que desarrolla una conciencia más profunda del aspecto espiritual del ser humano, y que no es ni psicoterapia ni asesoramiento ni planificación financiera.
Historiadores de la filosofía como Ilsetraut y Pierre Hadot han argumentado que la dirección espiritual ya era practicada y recomendada por las principales escuelas de filosofía, así como por médicos como Galeno, como parte de prácticas espirituales en la Antigua Grecia y Roma.

## En la Iglesia católica
Aunque hay cierto grado de variabilidad, existen principalmente dos formas de dirección espiritual en la Iglesia católica: dirección regular y retiro espiritual. Difieren en gran medida en la frecuencia de las reuniones y en la intensidad de la reflexión.
La dirección regular puede implicar una reunión de una a dos horas cada cuatro a ocho semanas, y por lo tanto es un poco menos intensa que la dirección de retiro, aunque a menudo se dan ejercicios y disciplinas espirituales para que el dirigido intente entre las reuniones.
Si la persona a la que se dirige está en un retiro (de un fin de semana, una semana o incluso 40 días), por lo general se reunirá con su director diariamente durante una hora. Durante estas reuniones diarias, se le dan ejercicios o disciplinas espirituales, como la Lectio Divina, para que continúe su crecimiento espiritual.
Los Ejercicios Espirituales de Ignacio de Loyola son un ejemplo popular de pautas utilizadas para la dirección espiritual.

## Tradiciones históricas

### Antigua Grecia y Roma
La mayor parte de las escuelas filosóficas antiguas remarcaban la importancia de la dirección espiritual para mejorar la educación moral. Esta orientación, una especie de "terapia de las almas", llevaba a los alumnos a la autoconciencia de sus defectos y a progresar. Sócrates puede considerarse como el ideal de director espiritual entre sus seguidores, pero Platón también guiaba a sus alumnos con consejos personales y consuelo a lo largo de su proceso de aprendizaje. Aristóteles habría fijado algunas reglas para una adecuada dirección espiritual de los alumnos en el segundo libro de su Retórica. Otros ejemplos los encontramos en cínicos, epicúreos —que utilizaban la forma epistolar para este fin (por ejemplo, Metrodoro)— o estoicos —como Marco Aurelio, Séneca, Musonio Rufo o Epicteto en sus Discursos—, que practicaban activamente la dirección espiritual. La obra de Filodemo Sobre la crítica franca mostraba que la dirección espiritual debía basarse en la libertad de expresión (parrhesia) y en el respeto mutuo entre maestro y alumno. Un médico como Galeno, no afiliado a ninguna escuela filosófica, recomendaba seguir la guía espiritual de un hombre anciano y experimentado antes de intentar el autoexamen.

### Cristianismo occidental
Dentro del cristianismo, la dirección espiritual tiene sus raíces en la Cristianismo primitivo.  Los evangelios describen a Jesús como mentor de sus discípulos. Además, El Hechos de los Apóstoles Capítulo 9 describe a Ananías ayudando a Pablo de Tarso a crecer en su recién descubierta experiencia del cristianismo.  Asimismo, varias de las epístolas paulinas describen a Pablo como mentor de Timoteo y Tito, entre otros.  La tradición nos dice que Juan el Evangelista fue tutor de  san Policarpo, obispo de Esmirna del siglo II.
El teólogo Juan Casiano, que vivió en el siglo IV, proporcionó algunas de las primeras directrices registradas sobre la práctica cristiana de la dirección espiritual. Introdujo la tutoría en los monasterios. Cada novicio era puesto bajo el cuidado de un monje mayor. Benito de Nursia integró las directrices de Casiano en lo que hoy se conoce como Regla de San Benito.
La dirección espiritual está muy extendida en la tradición católica: una persona con sabiduría y discernimiento espiritual, normalmente pero no exclusivamente un sacerdote o consagrado en general, proporciona consejo a una persona que desea hacer un camino de fe y descubrimiento de la voluntad de Dios en su vida. El guía espiritual tiene como objetivo discernir, comprender lo que el Espíritu Santo, a través de las situaciones de la vida, las intuiciones espirituales fruto de la oración, la lectura y la meditación de la Biblia, dice a la persona acompañada. El padre espiritual o director espiritual puede aconsejar, dar indicaciones de vida y oración, resolver dudas en materia de fe y moral sin sustituir las opciones y decisiones al acompañante.

### Ortodoxia oriental
La Ortodoxia oriental procede de las mismas tradiciones anteriores al cisma, pero el papel de "director espiritual" o "anciano" en la Ortodoxia ha mantenido su importancia.  El término griego original geron (que significa "anciano", como en gerontología) se tradujo por la palabra rusa starets, del eslavo de la Antigua Iglesia starĭtsĭ, "anciano", derivado de starŭ, "viejo". La tradición griega tiene una larga historia ininterrumpida de ancianos y discípulos, como Sophronius y Juan Mosco en el siglo VII, Simeón el Viejo y Simeón el Nuevo Teólogo en el siglo XI, y gerontes carismáticos contemporáneos como Porfirios y Paisios. Sergio de Radonezh y Nil Sorsky fueron dos de las estrellas más veneradas del antiguo Muscovia. El renacimiento de los ancianos en el mundo eslavo está asociado al nombre de Paisio Velichkovsky (1722-94), que realizó la traducción rusa de la Filocalia. El starets ruso más famoso de principios del siglo XIX fue Serafín de Sarov (1759-1833), que llegó a ser uno de los santos ortodoxos más venerados.
El Optina Pustyn, cerca de Kozelsk, era célebre por sus startsy (Esquema-Arquimandrita Moisés, Esquema-Hegúmeno Antonio, Hieroschemamonk Leonid, Hieroschemamonk Macarius, Hieroschemamonk Hilarion, Hieroschemamonk Ambrose, Hieroschemamonk Anatole (Zertsalov)). [1] Escritores como Nikolái Gógol, Aleksey Khomyakov, Leo Tolstoy y Konstantin Leontyev pidieron consejo a los ancianos de este monasterio. También inspiraron la figura de Zosima en la novela de Dostoievski Los hermanos Karamazov. Un ejemplo más moderno de starets es el archimandrita Juan Krestiankin (1910-2006) del Monasterio de las Cuevas de Pskov, que fue reconocido popularmente como tal por muchos ortodoxos que vivían en Rusia.

### Judaísmo
En Judaísmo, el término hebreo para director espiritual difiere entre las comunidades tradicionales. El verbo Hashpa'ah es común en algunas comunidades aunque no en todas; el director espiritual llamado mashpi'a se da en la comunidad Jabad-Lubavitch y también en la comunidad Jewish Renewal. Un mashgiach ruchani es el papel equivalente entre los seguidores de la tradición Mussar. El propósito del Hashpa'ah es apoyar al dirigido en su relación personal con Dios, y profundizar en la capacidad de esa persona para encontrar la presencia de Dios en la vida ordinaria. Entre los  lubavitchers esto se basa en la literatura y la praxis del jasidismo tal como se practica según las normas de Jabad, y en el tradición mística judía en general. La tutoría espiritual es habitual en el mundo jasídico, pero no necesariamente de la misma manera.

### Sufismo
En el sufismo, el término utilizado para maestro espiritual es murshid, que en árabe significa "guía" o "maestro". Es más que un director espiritual y se cree que guía a los discípulos basándose en su conectividad directa con el Divino. El papel del murshid consiste en guiar espiritualmente e instruir verbalmente al discípulo en el camino sufí después de que éste preste juramento de fidelidad o Bay'a (bai'ath) con él. El concepto de Murshid Kamil Akmal (también conocido como Insan-e-Kamil) es significativo en la mayoría de las tariqas. La doctrina afirma que, desde la preexistencia hasta la preeternidad, siempre habrá un Qutb u Hombre Universal sobre la tierra que sería la manifestación perfecta de Dios y seguiría los pasos del profeta islámico Muhammad. Muhammad.

### Clásicos
- Aelred of Rievaulx (2010). Liturgical Press. ISBN 978-0-87907-957-4 https://books.google.com/books?id=_b-hRtAbPWIC. Falta el |título= (ayuda)
- Juan Casiano (1894). The Conferences of John Cassian. Christian Classics Ethereal Library.
- Teresa de Avila. «Works of St. Teresa of Avila (Online)». Christian Classics Ethereal Library.
- Thomas Merton (1960). Spiritual Direction and Meditation. Liturgical Press. ISBN 978-0-8146-0412-0.
- San Francisco de Sales (1885). Introduction to the Devout Life (online). Dublin: M. H. Gill and Sons.
- San Francisco de Sales (1997). Treatise on the Love of God. TAN Books. ISBN 0-89555-526-3.
- Saint Jeanne-Françoise de Chantal (1988). Francis de Sales, Jane de Chantal: Letters of Spiritual Direction. Paulist Press. ISBN 978-0-8091-2990-4.
- Samuel Rutherford (1891). Letters of Samuel Rutherford. London: Oliphants Ltd. Alt
- Louis de Blois (1900). Institutio Spiritualis: A Book of Spiritual instruction. St. Louis MO, USA.
- --do.-- (1900) A Book of Spiritual Instruction: Institutio spiritualis; translated from the Latin by Bertrand A. Wilberforce. London: Art and Book Company
- Auguste Saudreau (1907). The Degrees of the Spiritual Life. London: R. T. Washbourne.

### Período posterior
Escritos posteriores sobre dirección espiritual (según Top ten reading list for spiritual directors - 19 de enero de 2013):
- Reginald Garrigou-Lagrange (1938). «The Three Ages of the Interior Life». Catholic Spiritual Teaching.
- Teresa Blythe (2018). Spiritual Direction 101: The Basics of Spiritual Guidance. Apocryphile Press, ISBN 978-1-947826-20-5
- «Perfect Spiritual Guide in Sufism». Archivado desde el original el 20 de septiembre de 2015.
- Pierre Teilhard de Chardin (1957). The Divine Milieu: An Essay on the Interior Life. Harper Torchbooks, The Cathedral Library, NY. ISBN 978-1-903900-58-1.
- Kenneth Leech (2001). Soul Friend. Church Publishing, Inc. ISBN 978-0-8192-2539-9.
- Friedrich von Hügel (1928). Letters from Baron Friedrich von Hügel to a Niece. J. M. Dent & Sons.
- Adolphe Tanquerey (1932). The Spiritual Life: A Treatise on Ascetical and Mystical Theology. Society of St. John the Evangelist, Desclée.
- Francis W. Vanderwall (1981). Spiritual direction: an invitation to abundant life. Paulist Press. ISBN 978-0-8091-2399-5.
- William A. Barry (1982). The Practice of Spiritual Direction. HarperCollins. ISBN 978-0-86683-951-8.
- Margaret Guenther (1992). Holy Listening: The Art of Spiritual Direction. Rowman & Littlefield. ISBN 978-1-56101-056-1.
- Charles Hugo Doyle (2011). Guidance In Spiritual Direction. CreateSpace Independent Pub. ISBN 978-1463597542.
- Francisco Fernandez Carvajal (2012). Through Wind and Waves: On Being a Spiritual Guide. Scepter. ISBN 978-1594171666.
- Hughson, Shirley Carter (1952) The Spiritual Letters of Father Hughson of the Order of the Holy Cross. West Park, New York: Holy Cross Press; London: A. R. Mowbray, 1953